# روزن‌بورخ
روزن‌بورخ (به هلندی: Rozenburg) یک منطقهٔ مسکونی در هلند است که در Rotterdam واقع شده‌است. روزن‌بورخ ۶٫۵۰ کیلومتر مربع مساحت و ۱۲٬۶۷۲ نفر جمعیت دارد.

## خواهرخوانده
شهر اوسترینگن خواهرخواندهٔ روزن‌بورخ هست.